# 崎長保英
崎長 保英（さきなが やすひで、1939年7月9日 - ）は、日本の経営者。川崎汽船社長、会長を務めた。神奈川県出身。

## 来歴・人物
1962年に東京大学法学部を卒業し、同年に川崎汽船に入社した。1991年に取締役に就任し、1993年に常務、1994年に専務、1999年に副社長を経て、2000年6月に社長に就任。2005年6月に会長に就任。
2002年に藍綬褒章を受章し、2010年11月に旭日重光章を受章。